# Experiência de Michelson-Morley

A experiência de Michelson–Morley

A chamada experiência de Michelson-Morley, uma das mais importantes e famosas experiências da história da física, foi levada a cabo em 1887 por Albert Michelson (1852 - 1931) e Edward Morley (1838-1923), no que é hoje a Case Western Reserve University em Cleveland, Ohio, e publicada em novembro do mesmo ano. O experimento comparava a velocidade da luz em direções perpendiculares numa tentativa de detectar um movimento relativo de matéria através do estacionário éter luminífero. O resultado foi negativo, de forma que Michelson e Morley não acharam nenhuma diferença entre a velocidade da luz no sentido do éter, da velocidade no sentido perpendicular a ele. Esse resultado é geralmente reconhecido como a primeira grande evidência contra a então predominante teoria do éter, e iniciou uma frente de pesquisa que mais tarde levaria à relatividade restrita, que toma o lugar do éter estacionário. Sobre esse experimento Einstein escreveu, "Se o experimento de Michelson-Morley não tivesse nos deixado fortemente constrangidos, ninguém teria considerado a teoria da relatividade como uma [quase] redenção."
Experimentos parecidos com o de Michelson-Morley foram sendo repetidos várias vezes com crescente precisão. Esses incluem experimentos de 1902 a 1905, e uma série de experimentos na década de 1920. Mais recentemente, em 2009, experimentos de cavidade óptica confirmaram a ausência de qualquer vento etéreo com uma precisão de 10-17 casas decimais. Junto com os experimentos de Ives-Stilwell e Kennedy-Thorndike, experimentos semelhantes ao de Michelson-Morley formam um dos fundamentais testes da relatividade restrita.

## Medindo o éter

A cada ano, a Terra viaja tremendas distâncias em sua órbita ao redor do Sol, com uma velocidade de 30,2 km/s, ou aproximadamente 109 mil km/hora. Era proposto que a Terra poderia estar, a todo instante, se movendo através de um éter e produzindo um denominado: "Vento Etéreo" que seria detectável. Em qualquer ponto da superfície da Terra, a intensidade e a direção do vento poderia variar com o horário do dia e a estação do ano. Através da análise do vento aparente em vários momentos diferentes do dia, deveria ser possível efetuar a separação dos componentes devido a movimentação da terra em relação ao sistema solar, em qualquer situação de movimento deste mesmo sistema.
O efeito do vento etéreo em ondas de luz deveria ser semelhante ao efeito do vento sobre as ondas de som. Ondas de som viajam em uma velocidade aproximadamente constante em relação ao meio em que se encontram, podendo variar de acordo com temperatura, pressão, entre outros fatores, no caso do som viajando através do ar, uma velocidade de aproximadamente 340 m/s (veja:som). Então, para uma velocidade do som de 340 m/s em relação ao ar, e um vento de 10 m/s em relação a terra com sentido contrário ao do som, a velocidade do som em relação a terra será de 330 m/s (340 m/s - 10 m/s). Com um vento no mesmo sentido do som, parecerá que o som está viajando um pouco mais rápido, a 350 m/s (340 m/s + 10 m/s). Medindo a velocidade do som em comparação ao solo para duas direções diferentes, podemos observar o efeito do arrasto do ar na onda sonora. E se acreditava que o mesmo podia ser feito para o éter e a luz.